# Principat de Nóvgorod-Séversk
El principat de Nóvgorod-Séversk o Nòvhorod-Síverski fou un estat feudal que va existir des del final del segle xi al segle xv.
El 1096, Oleg I de Txernígov va crear un gran principat severià que arribava fins al riu Okà i que va servir d'estat tampó contra els atacs cumans. El seu príncep més destacat fou Ígor (1150–1202), les proeses del qual s'expliquen al conte èpic del segle xii El conte de la campanya d'Ígor. El principat fou arruïnat per la invasió mongola però va subsistir a pesar de nombroses invasions dels tàtars. Gairebé no s'esmenta el nom entre els segles xiii i xiv. Al segle xv va ser ocupat pel gran ducat de Lituània el sobirans del qual van establir residència temporal a Novhórod-Siverski, Starodub i Trubtxevsk. Després de la derrota lituana a la batalla de Vedroixa, el principat de Novgórod-Séversk va passar a Moscou i va restar en mans dels sobirans fins al 1618. En aquest any va passar a la confederació polonesa-lituana per la treva de Deulino, però el 1648 va retornar a Moscou. Al segle xviii el territori fou seu de diversos hetmans cosacs que va residir a Baturin, Glúkhov (ucraïnès Hlukhiv) i Potxep. Glúkhov especialment fou una verdadera capital d'estat.